# Saco de suicídio
Um saco de suicídio,  faz parte de um dispositivo de eutanásia que consiste em um grande saco plástico com um cordão usado para cometer suicídio através de asfixia por gás inerte. Geralmente é usado em conjunto com um fluxo de um gás inerte que é mais leve ou menos denso que o ar, como hélio ou nitrogênio, o que evita o pânico, a sensação de sufocamento e luta antes da inconsciência, conhecida como a resposta de alarme hipercápnica causada pela presença de altas concentrações de dióxido de carbono no sangue. Esse método também dificulta o rastreamento da causa direta da morte se a bolsa e o botijão de gás forem removidos antes que a morte seja investigada. Embora a asfixia por hélio possa ser detectada na autópsia, atualmente não há nenhum teste que possa detectar a asfixia por nitrogênio. Por esse motivo, o nitrogênio é geralmente a escolha preferida para pessoas que não desejam que a causa da morte seja estabelecida.